# Tiatirins
Els tiatirins (Thyatirinae) són una subfamília de lepidòpters ditrisis de la família dels drepànids (Drepanidae) amb aproximadament 200 espècies descrites.
Fins fa poc, la majoria de les classificacions tractaven aquest grup com una família separada anomenada Thyatiridae.

## Taxonomia
Llista de gèneres:
- Aethiopsestis
- Achlya
- Betapsestis
- Bycombia
- Camptopsestis
- Ceranemota
- Chaeopsestis
- Chiropsestis
- Cymatophorina
- Demopsestis
- Epipsestis
- Euparyphasma
- Euthyatira
- Gaurena
- Habrona
- Habrosyne
- Hiroshia
- Horipsestis
- Horithyatira
- Hypsidia
- Isopsestis
- Koedfoltos
- Kurama
- Macrothyatira
- Marplena
- Mesopsestis
- Mesothyatira
- Mimopsestis
- Nemacerota
- Neodaruma
- Neoploca
- Nephoploca
- Neotogaria
- Nothoploca
- Ochropacha
- Paragnorima
- Parapsestis
- Polydactylos
- Polyploca
- Psidopala
- Pseudothyatira
- Shinploca
- Spica
- Stenopsestis
- Sugitaniella
- Takapsestis
- Tethea
- Tetheella
- Thyatira
- Toelgyfaloca
- Toxoides
- Wernya

## Espècies notables
Algunes espècies que són presents a Catalunya:

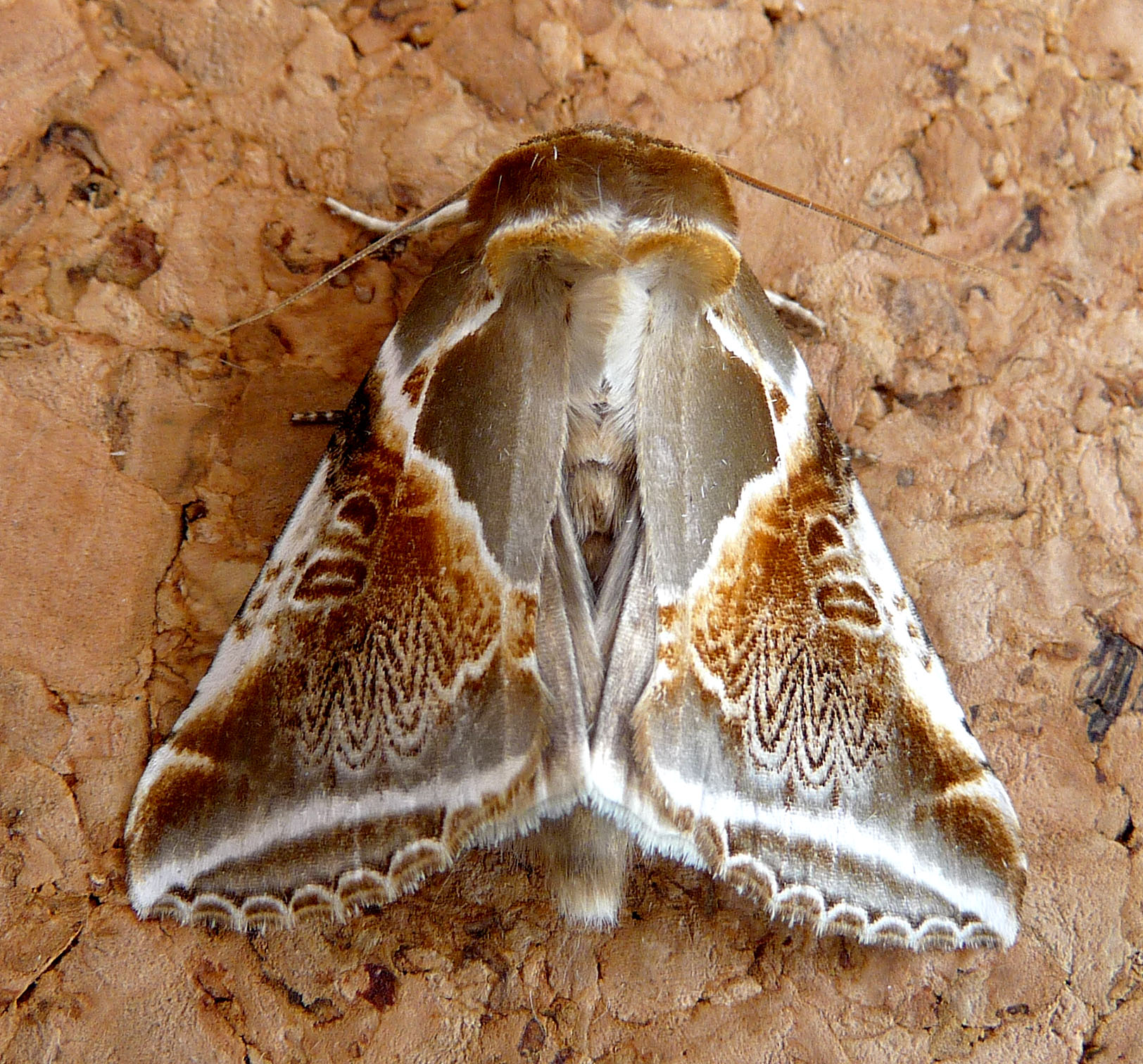
Habrosyne pyritoides
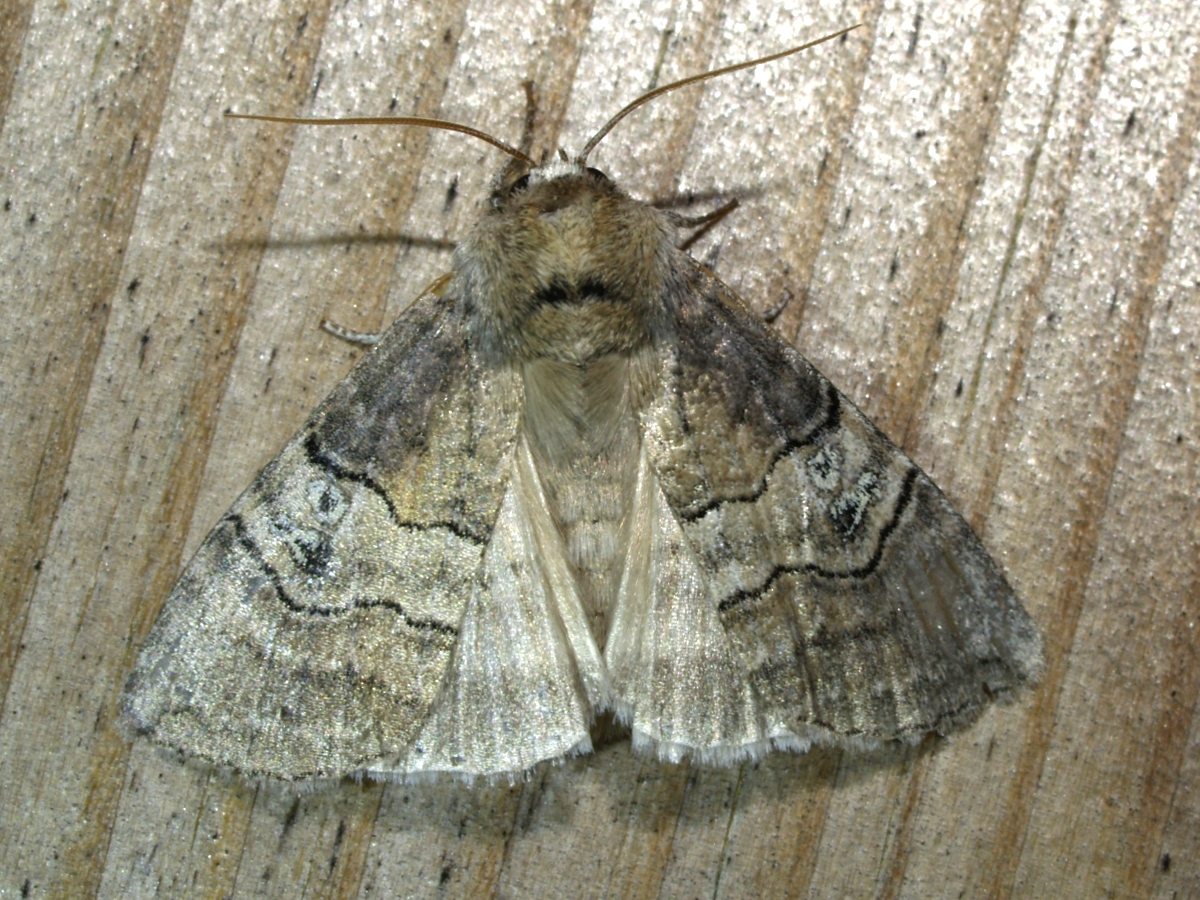
Tethea ocularis

## Galeria d'imatges

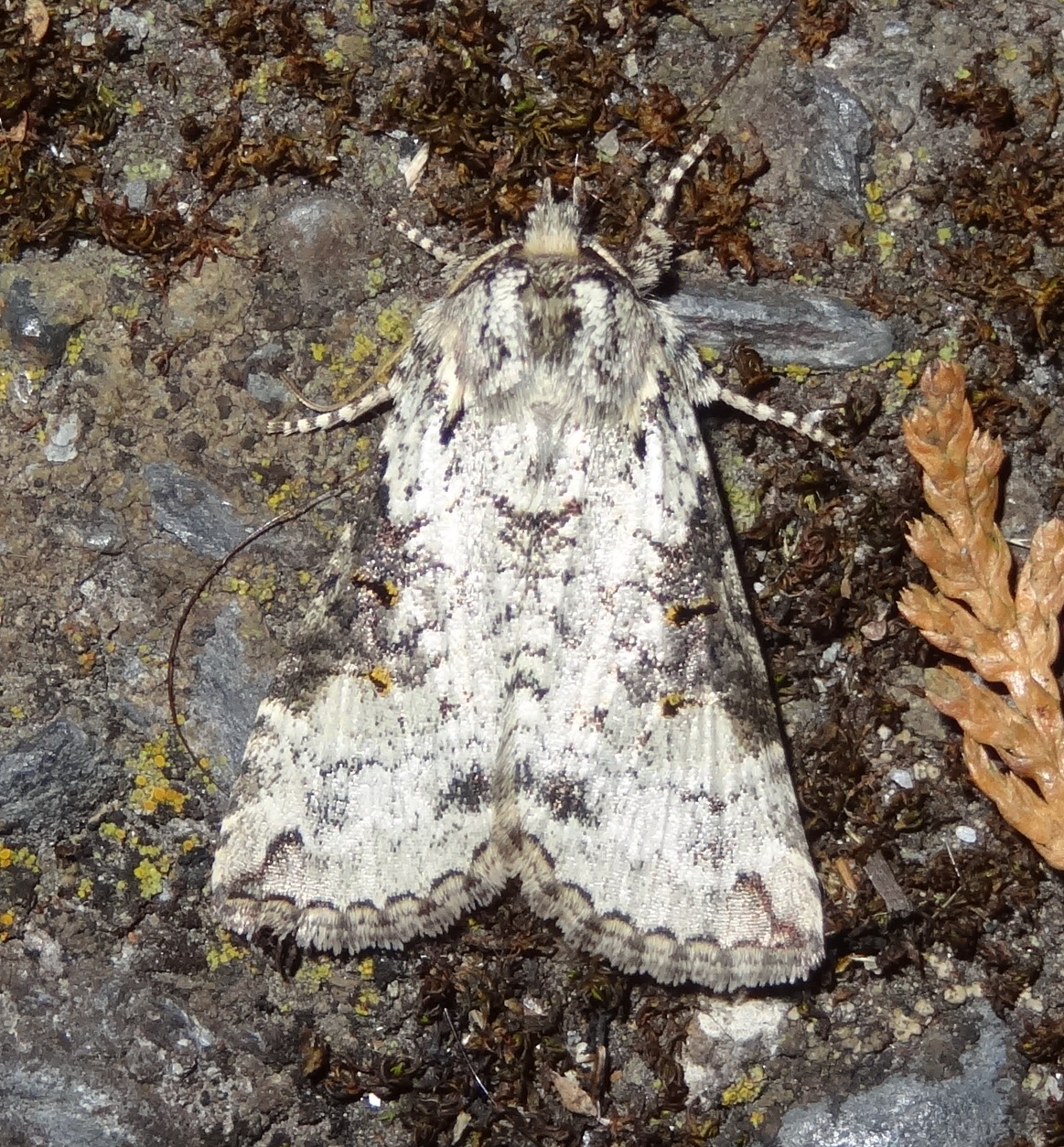
Epipsestis dubia
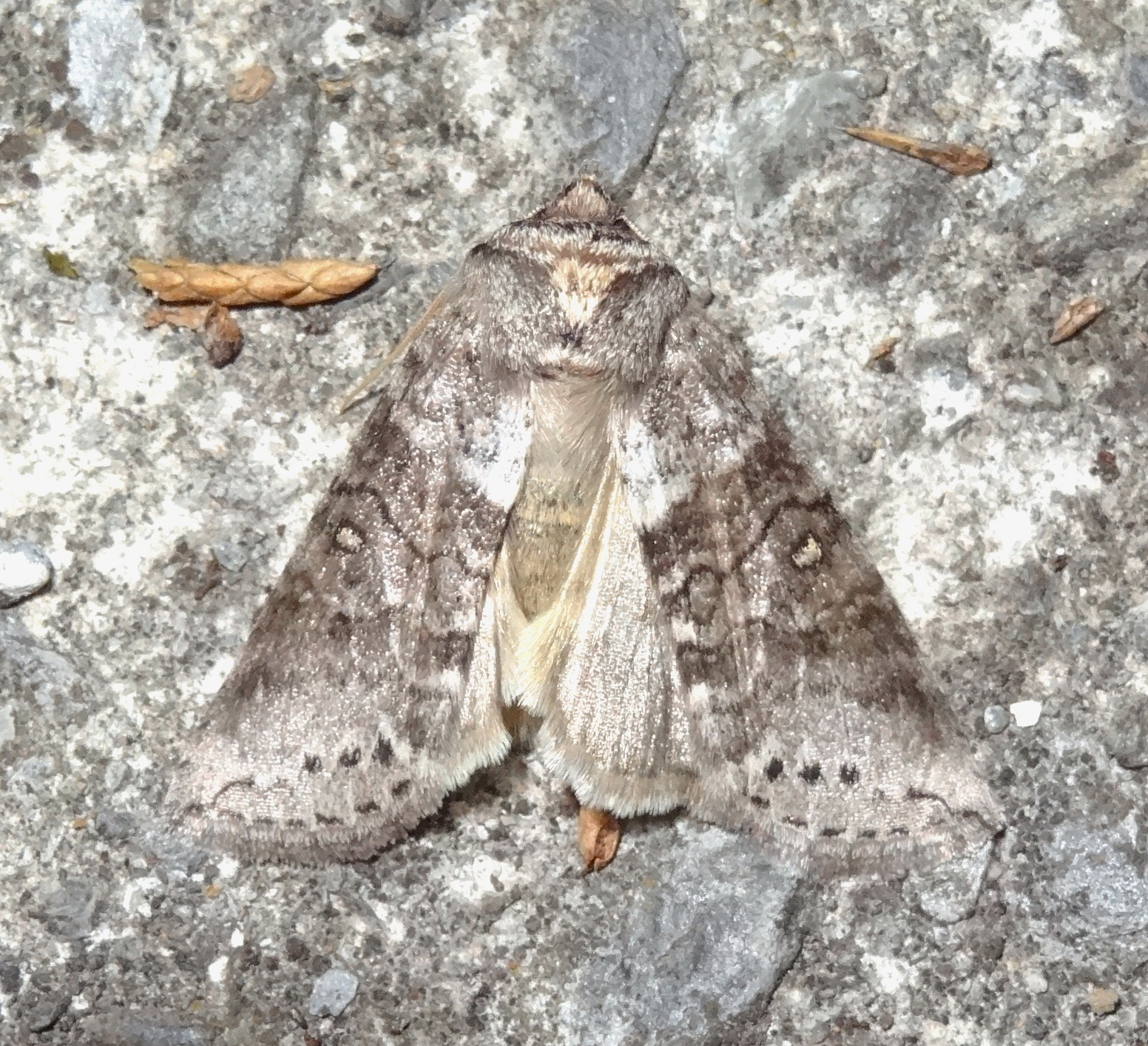
Demopsestis formosana
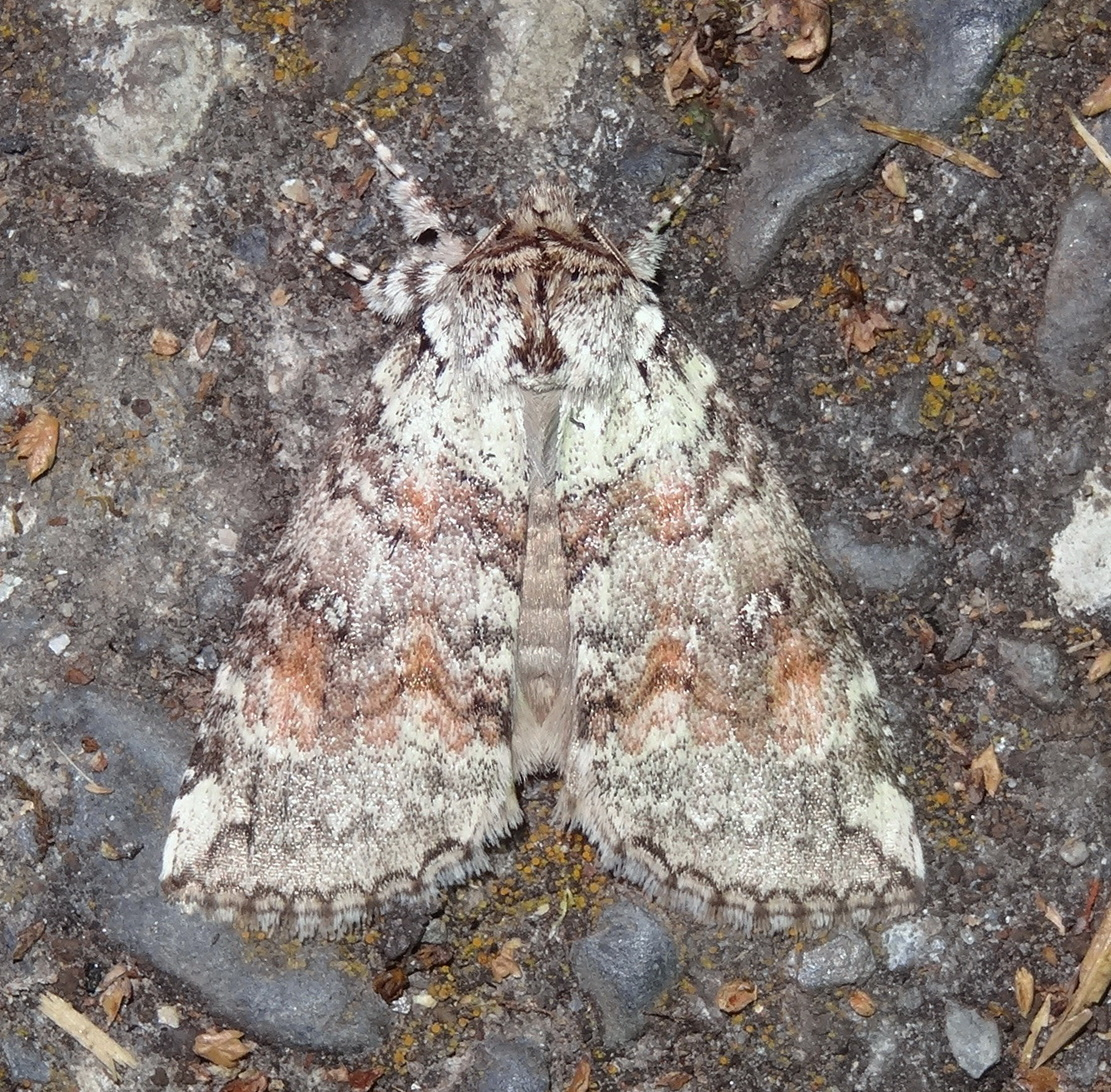
Wernya fufifasciata
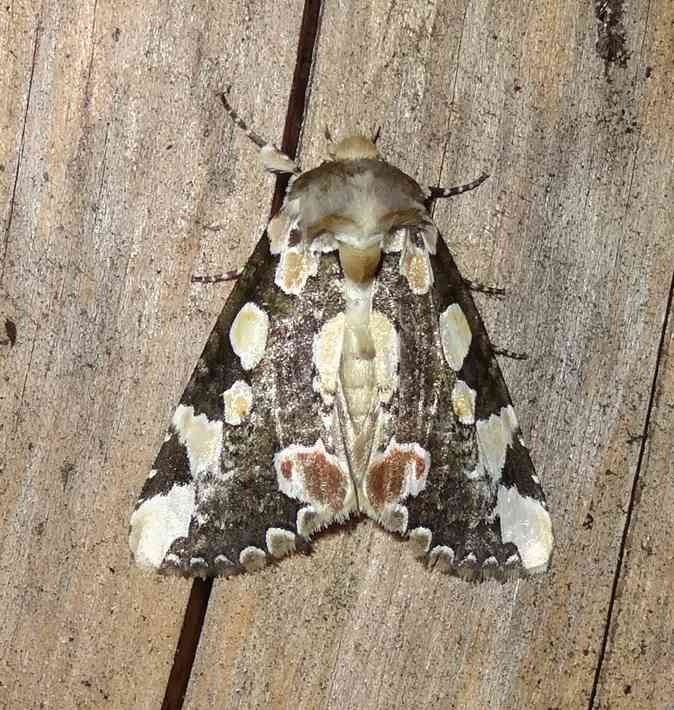
Horithyatira decorata